# Tocantins (stát)
Tocantins je brazilský vnitrozemský spolkový stát ve středním severu Brazílie. Má hranice se spolkovými státy Maranhão na severovýchodě, se státy Piauí a Bahía na východě, se státem Goiás na jihu, s Mato Grosso na západě, se státem Pará na severozápadě a je součástí Severního regionu. Tocantins má rozlohu 278  420,7 km². Hlavní město spolkového státu je Palmas. Nejvýznamnějšími řekami státu jsou Tocantins a Araguaia, na které se nachází největší říční ostrov na světě - Bananal.

## Demografie
Podle ročenky IBGE z roku 2007 ve státě žilo 1 337 000 lidí s hustotou zalidnění 4,8 obyvatele na km². Míra urbanizace činila 71,5%, růst populace 2,6%. Počet domů čítal 355 502. Rasová skladba je následující: 68,9% míšenců, 24% bělochů, 6,9% černochů, 0,2% indiánů.

## Ekonomika
Skladba ekonomiky (2002):
- Služby:59,9%
- Průmysl:27,2%
- Zemědělství:12,9%

Stát Tocantis vytváří 0,4% národního důchodu Brazilské federativní republiky. Hlavní hodnotu exportu tvoří sója a hovězí. Významná je produkce ananasu. Na severu Tocantis je důležitá výroba dřevěného uhlí a extrakce oleje z palmy babaçu.
V roce 2006 byla hodnota HDP 9,607,000,000 brazilských reálů,

## Města

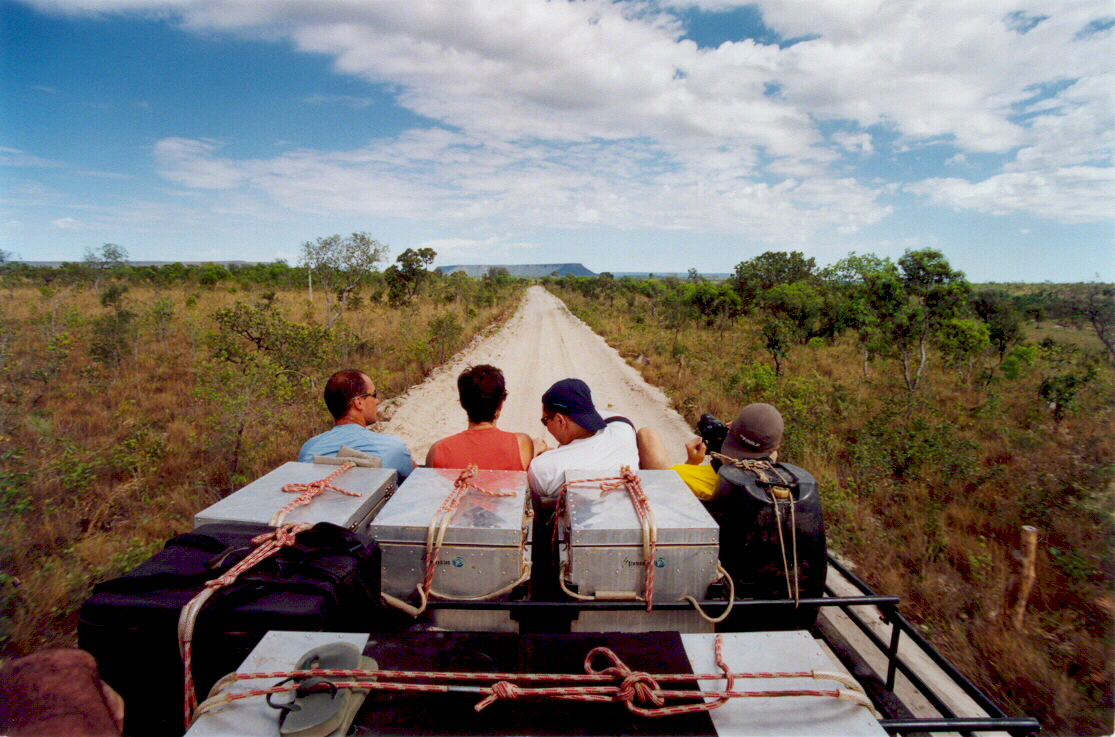
Silnice ve státě Tocantins

Největší města spolkového státu Tocantins, počet obyvatel k 1. červenci 2004:
- Palmas - 187 639
- Araguaina - 123 353
- Gurupi - 69 727
- Porto Nacional - 46 285
- Paraiso do Tocantins - 39 856
- Araguatins - 28 373
- Colinas do Tocantins - 27 207
- Miracema do Tocantins - 26 729
- Tocantinopolis - 25 316
- Guarai - 20 715